# Kare First Love
Kare First Love är en mangaserie från 2002-2005 av Kaho Miyasaka. Den består av tio volymer som alla översatts till svenska. hon har en konkurrent, Yuka som ständigt är emot hennes första kärlek. Aoi Kiriya. Huvudperson är Karin Karino, en ganska blyg tjej, som går i den fina Seika-flickskolan.